# RAP GIFT EP
『RAP GIFT EP』（ラップ・ギフト・イーピー）は、らっぷびとの2枚目のミニアルバム。2010年3月17日発売。発売元はEMIミュージック・ジャパン。

## 概要
前作『RAP MUSIC』より約1年ぶりのアルバムであり、通算3枚目のアルバム、ミニアルバムとしては通算2枚目のアルバムである。
2010年に制作されたらっぷびとキャラクターが、ジャケットになっている。
本作の参加ミュージシャンに、影山ヒロノブ、桃井はるこなど、らっぷびとと同じ『ネットラップミュージシャン』が参加している。

## 収録曲
1. トルネード feat.影山ヒロノブ／らっぷびと×王族BAND
  - 作詞:らっぷびと／作曲:海賊王、らっぷびと／王族BAND
2. Just Be Friends／らっぷびと&ゼブラ
  - 作詞:Dixie Flatline、らっぷびと／作曲:Dixie Flatline

PVが制作されている。
3. ボンバーマンらっぷ feat.dc,抹,まゆむし／らっぷびと
  - 作詞:らっぷびと、dc、抹、まゆむし／作曲:竹間ジュン、SEXY-SYNTHESIZER、らっぷびと、dc、抹、まゆむし／編曲:SEXY-SYNTHESIZER

スーパーファミコン用ソフト『スーパーボンバーマン3』に使用されたボンバーマンの声の流用という形で杉山佳寿子も参加している。
4. キミのいないセカイ／らっぷびと
  - 作詞・作曲:らっぷびと／編曲:10YA
5. Like! Like! Like! feat.桃井はるこ／らっぷびと
  - 作詞:らっぷびと／作曲・編曲:10YA
6. 林檎もぎれビームらっぷ!／らっぷびと
  - 作詞:大槻ケンヂ／作曲・編曲:NARASAKI／ラップ詞:らっぷびと
7. love letter／らっぷびと&ゼブラ
  - 作詞:らっぷびと、ゼブラ／作曲:K's、らっぷびと／K's
8. オーディエンスを沸かす程度の能力 feat.ill bell (→Pia-no-jaC← remix)／らっぷびと
  - 作詞:らっぷびと、ill bell／作曲:らっぷびと、D.watt（IOSYS）

原曲は、1stアルバム『RAP MUSIC』に収録されている。
9. All Day,All Night (ryo from supercell remix)／らっぷびと
  - 作詞:らっぷびと／作曲:TATE & MARKIE、らっぷびと

メジャーデビューシングルのリミックス。